# Heroin (banda)
Heroin fue una banda de emo y hardcore punk nacida en San Diego, California, el año 1991. Aunque la existencia de Heroin fue breve, tuvo gran influencia en las futuras bandas emo y fue precursor del subgénero screamo.

## Miembros
- Matt Anderson - voz
- Scott Bartoloni - guitarra
- Ron Johnson - bajo
- Aaron Montaigne - batería

## Discografía
Heroin publicó algunos vinilos, EP y sencillos, principalmente en San Diego, bajo el sello discográfico Gravity Records. Más tarde, una completa discografía de la banda fue compilada en el álbum Heroin, publicada en 1997.
- 1991 All About Heroin 7" - (Vinyl Communications)
- 1992 Heroin 7" - (Gravity Records)
- 1993 Heroin 12" - (Gravity Records, Vermiform)
- 1997 Heroin CD - (Gravity Records)

- Datos: Q1172037